# Squalius lucumonis
Squalius lucumonis là một loài cá nước ngọt thuộc họ Cyprinidae. Loài này chỉ có ở Ý.
Môi trường sống tự nhiên của chúng là sông ngòi.

## Hình ảnh

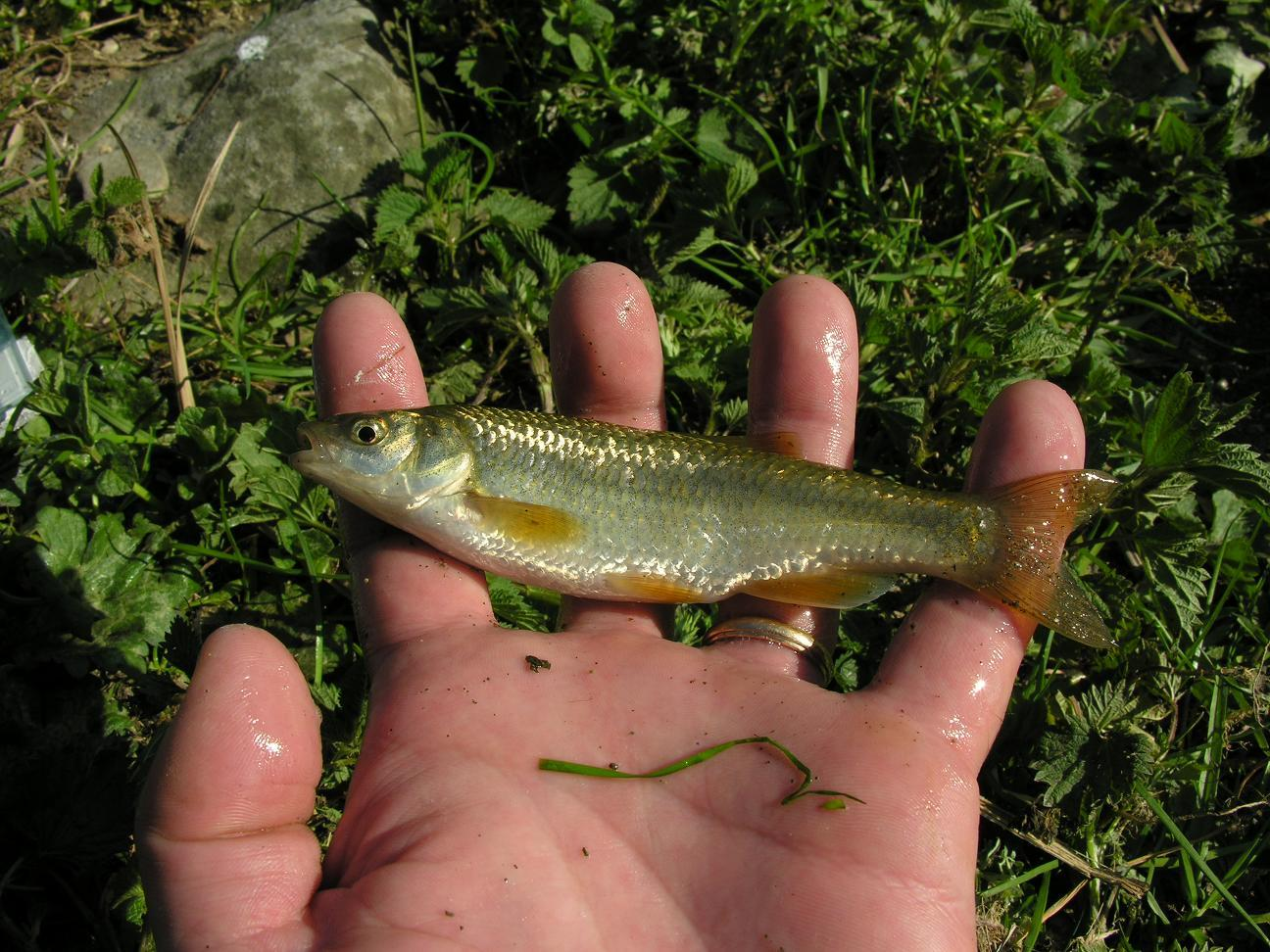